# A CSI: Miami helyszínelők epizódjainak listája
Az itt látható epizódlista a CSI: Miami helyszínelők című amerikai televíziós sorozatának részeit tartalmazza.

## Évados áttekintés
| Évad | Évad | Részek száma | Részek száma | Eredeti sugárzás     | Eredeti sugárzás | Eredeti adó |
| Évad | Évad | Részek száma | Részek száma | Évadbemutató         | Évadzáró         | Eredeti adó |
| ---- | ---- | ------------ | ------------ | -------------------- | ---------------- | ----------- |
|      | 1.   | 24           | 24           | 2002. szeptember 23. | 2003. május 19.  | CBS         |
|      | 2.   | 24           | 24           | 2003. szeptember 22. | 2004. május 24.  | CBS         |
|      | 3.   | 24           | 24           | 2004. szeptember 20. | 2005. május 23.  | CBS         |
|      | 4.   | 25           | 25           | 2005. szeptember 19. | 2006. május 22.  | CBS         |
|      | 5.   | 24           | 24           | 2006. szeptember 18. | 2007. május 14.  | CBS         |
|      | 6.   | 21           | 21           | 2007. szeptember 24. | 2008. május 19.  | CBS         |
|      | 7.   | 25           | 25           | 2008. szeptember 22. | 2009. május 18.  | CBS         |
|      | 8.   | 24           | 24           | 2009. szeptember 21. | 2010. május 24.  | CBS         |
|      | 9.   | 22           | 22           | 2010. október 3.     | 2011. május 8.   | CBS         |
|      | 10.  | 19           | 19           | 2011. szeptember 25. | 2012. április 8. | CBS         |

## Epizódok

### Pilot –CSI: A helyszínelők
| #   | Cím                            | Rendező      | Író                                                | Premier        | Nézettség    |
| --- | ------------------------------ | ------------ | -------------------------------------------------- | -------------- | ------------ |
| 45. | Hatáskör (Cross Jurisdictions) | Danny Cannon | Anthony E. Zuiker & Ann Donahue & Carol Mendelsohn | 2002. május 9. | 27,12 millió |

### 1. évad (2002-2003)
| Sor. | Év. | Cím                                             | Rendező          | Író                                                                   | Premier              | Nézettség    |
| ---- | --- | ----------------------------------------------- | ---------------- | --------------------------------------------------------------------- | -------------------- | ------------ |
| 1.   | 1.  | Arany ejtőernyő (Golden Parachute)              | Joe Chappelle    | Steven Maeda                                                          | 2002. szeptember 23. | 23,10 millió |
| 2.   | 2.  | Arc nélkül (Losing Face)                        | Joe Chappelle    | Steven Maeda & Gwendolyn M. Parker                                    | 2002. szeptember 30. | 19,80 millió |
| 3.   | 3.  | Halál a tengeren (Wet Foot/Dry Foot)            | Tucker Gates     | Eddie Guerra                                                          | 2002. október 7.     | 17,18 millió |
| 4.   | 4.  | Csak egy csók (Just One Kiss)                   | Scott Brazil     | Laurie McCarthy & Matt Witten                                         | 2002. október 14.    | 19,03 millió |
| 5.   | 5.  | Porból lettünk, porrá leszünk (Ashes to Ashes)  | Bryan Spicer     | Mark Israel                                                           | 2002. október 21.    | 18,78 millió |
| 6.   | 6.  | Megtörten (Broken)                              | Deran Sarafian   | Ildy Modrovich & Laurence Walsh                                       | 2002. október 28.    | 18,75 millió |
| 7.   | 7.  | Kifulladva (Breathless)                         | Charlie Correll  | Steven Maeda & Gwendolyn Parker                                       | 2002. november 4.    | 17,94 millió |
| 8.   | 8.  | Mészárszék (Slaughterhouse)                     | Dick Pearce      | Laurie McCarthy                                                       | 2002. november 11.   | 20,06 millió |
| 9.   | 9.  | Gyilkos zóna (Kill Zone)                        | Daniel Attias    | Mark Israel & Lois Johnson                                            | 2002. november 18.   | 17,16 millió |
| 10.  | 10. | Rémisztő elme (A Horrible Mind)                 | Greg Yaitanes    | Ildy Modrovich & Laurence Walsh                                       | 2002. november 25.   | 18,84 millió |
| 11.  | 11. | Rettegés a táborban (Camp Fear)                 | Deran Sarafian   | Eddie Guerra & Steven Maeda                                           | 2002. december 16.   | 18,16 millió |
| 12.  | 12. | Bemeneti seb (Entrance Wound)                   | David Grossman   | Laurie McCarthy & Gwendolyn M. Parker                                 | 2003. január 6.      | 17,52 millió |
| 13.  | 13. | Az átverés (Bunk)                               | Charlie Correll  | Elizabeth Devine                                                      | 2003. január 27.     | 16,87 millió |
| 14.  | 14. | Erőszakos behatolás (Forced Entry)              | Artie Mandelberg | Mark Israel & Lois Johnson                                            | 2003. február 3.     | 18,17 millió |
| 15.  | 15. | Siralomház (Dead Woman Walking)                 | Jeannot Szwarc   | Ildy Modrovich & Laurence Walsh                                       | 2003. február 10.    | 17,51 millió |
| 16.  | 16. | A mennyek kapujában (Evidence of Things Unseen) | Joe Chappelle    | David Black                                                           | 2003. február 17.    | 18,32 millió |
| 17.  | 17. | Egy egyszerű férfi (Simple Man)                 | Greg Yaitanes    | Steven Maeda                                                          | 2003. február 24.    | 19,11 millió |
| 18.  | 18. | A szállítási nap (Dispo Day)                    | David Grossman   | Történet: Ildy Modrovich & Laurence Walsh Tévéjáték: Elizabeth Devine | 2003. március 10.    | 18,95 millió |
| 19.  | 19. | Dupla burkolat (Double Cap)                     | Joe Chappelle    | Marc Dube                                                             | 2003. március 31.    | 16,97 millió |
| 20.  | 20. | Veszélyes fiú (Grave Young Men)                 | Peter Markle     | Lois Johnson                                                          | 2003. április 14.    | 14,90 millió |
| 21.  | 21. | A nagy buli (Spring Break)                      | Deran Sarafian   | Steven Maeda                                                          | 2003. április 28.    | 17,18 millió |
| 22.  | 22. | A gyújtogató (Tinder Box)                       | Charlie Correll  | Corey Miller                                                          | 2003. május 5.       | 14,46 millió |
| 23.  | 23. | Szeszélyes és veszélyes (Freaks and Tweaks)     | Deran Sarafian   | Történet: John Haynes Tévéjáték: Elizabeth Devine                     | 2003. május 12.      | 17,23 millió |
| 24.  | 24. | Rabló-pandúr (Body Count)                       | Joe Chappelle    | Történet: Steven Maeda Tévéjáték: Idly Modrovich & Laurence Walsh     | 2003. május 19.      | 19,30 millió |

### 2. évad (2003-2004)
| Sor. | Év. | Cím                                     | Rendező               | Író                                                                    | Premier                                   | Nézettség    |
| ---- | --- | --------------------------------------- | --------------------- | ---------------------------------------------------------------------- | ----------------------------------------- | ------------ |
| 25.  | 1.  | Vértestvérek (Blood Brothers)           | Danny Cannon          | Ann Donahue                                                            | 2003. szeptember 22. 2007. szeptember 28. | 17,40 millió |
| 26.  | 2.  | Halálzóna (Dead Zone)                   | Joe Chappelle         | Michael Ostrowski                                                      | 2003. szeptember 29.                      | 17,33 millió |
| 27.  | 3.  | Nehéz idők (Hard Time)                  | David Grossman        | Steven Maeda                                                           | 2003. október 6.                          | 18,13 millió |
| 28.  | 4.  | A halál markában (Death Grip)           | Deran Sarafian        | Elizabeth Devine                                                       | 2003. október 13.                         | 17,64 millió |
| 29.  | 5.  | A legjobb védelem (The Best Defense)    | Scott Lautanen        | Shane Brennan                                                          | 2003. október 20.                         | 17,55 millió |
| 30.  | 6.  | Az Anthony hurrikán (Hurricane Anthony) | Joe Chappelle         | Ildy Modrovich & Laurence Walsh                                        | 2003. november 3.                         | 19,52 millió |
| 31.  | 7.  | A nagydíj (Grand Prix)                  | David Grossman        | Michael Ostrowski & Steven Maeda                                       | 2003. november 10.                        | 18,44 millió |
| 32.  | 8.  | A nagytestvér (Big Brother)             | Joe Chappelle         | Ann Donahue & Jonathan Glassner                                        | 2003. november 17.                        | 16,57 millió |
| 33.  | 9.  | A csali (Bait)                          | Deran Sarafian        | Steven Maeda & Shane Brennan                                           | 2003. november 24.                        | 19,73 millió |
| 34.  | 10. | Extrém (Extreme)                        | Karen Gaviola         | Elizabeth Devine & John Haynes                                         | 2003. december 15.                        | 19,20 millió |
| 35.  | 11. | Komplikációk (Complications)            | Scott Lautanen        | Sunil Nayar & Corey Miller                                             | 2004. január 5.                           | 20,40 millió |
| 36.  | 12. | A szemtanú (Witness to Murder)          | Duane Clark           | Történet: Michael Ostrowski Tévéjáték: Ildy Modrovich & Laurence Walsh | 2004. január 12.                          | 19,73 millió |
| 37.  | 13. | Véres hold (Blood Moon)                 | Scott Lautanen        | Jonathan Glassner & Marc Dube                                          | 2004. február 2.                          | 20,60 millió |
| 38.  | 14. | Lassú égés (Slow Burn)                  | Joe Chappelle         | Shane Brennan & Michael Ostrowski                                      | 2004. február 9.                          | 21,76 millió |
| 39.  | 15. | Botrány (Stalkerazzi)                   | Deran Sarafian        | Elizabeth Devine & Steven Maeda                                        | 2004. február 16.                         | 19,62 millió |
| 40.  | 16. | Rablótámadás (Invasion)                 | Félix Enríquez Alcalá | Brian Davidson & Jonathan Glassner                                     | 2004. február 23.                         | 20,34 millió |
| 41.  | 17. | Kidobott pénz (Money for Nothing)       | Karen Gaviola         | Marc Dube                                                              | 2004. március 1.                          | 19,90 millió |
| 42.  | 18. | Kamasz helyszínelő (Wannabe)            | Fred Keller           | Történet: John Haynes Tévéjáték: Elizabeth Devine & Steven Maeda       | 2004. március 22.                         | 20,33 millió |
| 43.  | 19. | Határidő (Deadline)                     | Deran Sarafian        | Történet: Sunil Nayar Tévéjáték: Ildy Modrovich & Laurence Walsh       | 2004. március 29.                         | 19,62 millió |
| 44.  | 20. | Az eskü (The Oath)                      | Duane Clark           | Alison Lea Bingeman                                                    | 2004. április 19.                         | 13,24 millió |
| 45.  | 21. | Zuhanás (Not Landing)                   | Joe Chappelle         | Történet: Jonathan Glassner Tévéjáték: Shane Brennan & Marc Dube       | 2004. május 3. 2008. április 11.          | 17,62 millió |
| 46.  | 22. | Botrány (Rap Sheet)                     | David Grossman        | Ildy Modrovich & Corey Miller                                          | 2004. május 10.                           | 20,94 millió |
| 47.  | 23. | Megállás nélkül (MIA/NYC NonStop)       | Danny Cannon          | Anthony E. Zuiker & Ann Donahue & Carol Mendelsohn                     | 2004. május 17.                           | 23,08 millió |
| 48.  | 24. | Ártatlan (Innocent)                     | Joe Chappelle         | Történet: John Haynes Tévéjáték: Steven Maeda & Sunil Nayar            | 2004. május 24.                           | 21,30 millió |

### 3. évad (2004-2005)
| Sor. | Év. | Cím                                        | Rendező           | Író                                                                   | Premier              | Nézettség    |
| ---- | --- | ------------------------------------------ | ----------------- | --------------------------------------------------------------------- | -------------------- | ------------ |
| 49.  | 1.  | Az elveszett fiú (Lost Son)                | Duane Clark       | Ann Donahue & Elizabeth Devine                                        | 2004. szeptember 20. | 22,45 millió |
| 50.  | 2.  | Önvédelem (Pro Per)                        | Karen Gaviola     | John Haynes & Steven Maeda                                            | 2004. szeptember 27. | 19,72 millió |
| 51.  | 3.  | Alkohol hatása alatt (Under the Influence) | Scott Lautanen    | Marc Dube & Corey Miller                                              | 2004. október 4.     | 20,75 millió |
| 52.  | 4.  | Az E-kommandó (Murder in a Flash)          | Fred Keller       | Anne McGrail & Sunil Nayar                                            | 2004. október 11.    | 21,94 millió |
| 53.  | 5.  | Legális (Legal)                            | Duane Clark       | Michael Ostrowski & Ildy Modrovich                                    | 2004. október 18.    | 19,81 millió |
| 54.  | 6.  | Pokoli éjszaka (Hell Night)                | Scott Lautanen    | Steven Maeda & Corey Miller                                           | 2004. október 25.    | 21,94 millió |
| 55.  | 7.  | Bűnözéshullám (Crime Wave)                 | Karen Gaviola     | Elizabeth Devine                                                      | 2004. november 8.    | 22,09 millió |
| 56.  | 8.  | A gyorsaság öl (Speed Kills)               | Fred Keller       | Sunil Nayar & Marc Dube                                               | 2004. november 15.   | 22,48 millió |
| 57.  | 9.  | Kalózkodás (Pirated)                       | Duane Clark       | Michael Ostrowski & Steven Maeda                                      | 2004. november 22.   | 22,12 millió |
| 58.  | 10. | Zuhanás (After the Fall)                   | Scott Lautanen    | Ildy Modrovich & Marc Dube                                            | 2004. november 29.   | 22,71 millió |
| 59.  | 11. | Függőség (Addiction)                       | Steven DePaul     | Charles Holland                                                       | 2004. december 13.   | 20,54 millió |
| 60.  | 12. | Lövöldözés (Shootout)                      | Norberto Barba    | Corey Miller & Sunil Nayar                                            | 2005. január 3.      | 18,49 millió |
| 61.  | 13. | Rendőrgyilkosság (Cop Killer)              | Jonathan Glassner | Steven Maeda & Krystal Houghton                                       | 2005. január 17.     | 22,04 millió |
| 62.  | 14. | Átutazók (One Night Stand)                 | Greg Yaitanes     | Michael Ostrowski & John Haynes                                       | 2005. február 7.     | 18,82 millió |
| 63.  | 15. | A személyiségtolvaj (Identity)             | Gloria Muzio      | Ann Donahue & Ildy Modrovich                                          | 2005. február 14.    | 19,35 millió |
| 64.  | 16. | Tét nélkül (Nothing to Lose)               | Karen Gaviola     | Elizabeth Devine & Marc Dube                                          | 2005. február 21.    | 19,46 millió |
| 65.  | 17. | A pénzszállító gép (Money Plane)           | Scott Lautanen    | Sunil Nayar & Steven Maeda                                            | 2005. március 7.     | 21,68 millió |
| 66.  | 18. | A játék vége (Game Over)                   | Jonathan Glassner | Michael Ostrowski & Corey Miller                                      | 2005. március 21.    | 18,93 millió |
| 67.  | 19. | Szex és adó (Sex & Taxes)                  | Scott Shiffman    | Ildy Modrovich & Brian Davidson                                       | 2005. április 11.    | 20,67 millió |
| 68.  | 20. | Gyilkos randevú (Killer Date)              | Karen Gaviola     | Elizabeth Devine & John Haynes                                        | 2005. április 18.    | 20,11 millió |
| 69.  | 21. | Egy anya árulása (Recoil)                  | Joe Chappelle     | Steven Maeda & Marc Dube                                              | 2005. május 2.       | 20,70 millió |
| 70.  | 22. | Találkozók (Vengeance)                     | Norberto Barba    | Corey Miller & Sunil Nayar                                            | 2005. május 9.       | 20,01 millió |
| 71.  | 23. | Rokon (Whacked)                            | Scott Lautanen    | Ann Donahue & Elizabeth Devine                                        | 2005. május 16.      | 22,98 millió |
| 72.  | 24. | 10-7 (10-7)                                | Joe Chappelle     | Történet: Michael Ostrowski Tévéjáték: Ann Donahue & Elizabeth Devine | 2005. május 23.      | 21,22 millió |

### 4. évad (2005-2006)
| Sor. | Év. | Cím                                  | Rendező             | Író                                                                         | Premier              | Nézettség    |
| ---- | --- | ------------------------------------ | ------------------- | --------------------------------------------------------------------------- | -------------------- | ------------ |
| 73.  | 1.  | Üzenet a sírból (From the Grave)     | Karen Gaviola       | Ann Donahue & Elizabeth Devine                                              | 2005. szeptember 19. | 19,21 millió |
| 74.  | 2.  | Véres víz (Blood in the Water)       | Duane Clark         | Dean Widenmann & Sunil Nayar                                                | 2005. szeptember 26. | 17,38 millió |
| 75.  | 3.  | Préda (Prey)                         | Scott Lautanen      | Corey Miller & Barry O'Brien                                                | 2005. október 3.     | 18,67 millió |
| 76.  | 4.  | 48 óra az élet (48 Hours to Life)    | Norberto Barba      | John Haynes & Marc Dube                                                     | 2005. október 10.    | 18,49 millió |
| 77.  | 5.  | Hármas elágazás (Three-Way)          | Jonathan Glassner   | Marc Guggenheim & Ildy Modrovich                                            | 2005. október 17.    | 17,91 millió |
| 78.  | 6.  | A gyanú árnyékában (Under Suspicion) | Sam Hill            | Sunil Nayar & Barry O'Brien                                                 | 2005. október 24.    | 19,94 millió |
| 79.  | 7.  | Szökevényjárat (Felony Flight)       | Scott Lautanen      | Elizabeth Devine & Anthony E. Zuiker & Ann Donahue                          | 2005. november 7.    | 18,39 millió |
| 80.  | 8.  | Kiszögezve (Nailed)                  | Karen Gaviola       | Corey Miller & Barry O'Brien                                                | 2005. november 14.   | 19,36 millió |
| 81.  | 9.  | Pokolfajzatok (Urban Hellraisers)    | Matt Earl Beesley   | Dean Widenmann & Marc Guggenheim                                            | 2005. november 21.   | 19,36 millió |
| 82.  | 10. | Széthullott élet (Shattered)         | Scott Lautanen      | Ildy Modrovich                                                              | 2005. november 28.   | 19,77 millió |
| 83.  | 11. | A visszavágó (Payback)               | Sam Hill            | Történet: Marc Dube & Ildy Modrovich & Marc Guggenheim Tévéjáték: Marc Dube | 2005. december 19.   | 20,33 millió |
| 84.  | 12. | A vadászat (The Score)               | Jonathan Glassner   | Barry O'Brien                                                               | 2006. január 9.      | 20,15 millió |
| 85.  | 13. | Haláltánc (Silencer)                 | Ernest R. Dickerson | Sunil Nayar                                                                 | 2006. január 23.     | 19,69 millió |
| 86.  | 14. | Áttűnések (Fade Out)                 | Scott Lautanen      | Corey Miller                                                                | 2006. január 30.     | 20,43 millió |
| 87.  | 15. | Kísértő múlt (Skeletons)             | Karen Gaviola       | John Haynes & Elizabeth Devine                                              | 2006. február 6.     | 18,68 millió |
| 88.  | 16. | Deviáns (Deviant)                    | Scott Lautanen      | Krystal Houghton                                                            | 2006. február 27.    | 18,43 millió |
| 89.  | 17. | Ütközés (Collision)                  | Sam Hill            | Dean Widenmann                                                              | 2006. március 6.     | 18,61 millió |
| 90.  | 18. | Kettős kockázat (Double Jeopardy)    | Scott Lautanen      | Brian Davidson                                                              | 2006. március 13.    | 19,01 millió |
| 91.  | 19. | A hajsza (Driven)                    | Eagle Egilsson      | Ildy Modrovich                                                              | 2006. március 20.    | 19,86 millió |
| 92.  | 20. | Szabadesés (Free Fall)               | Scott Lautanen      | Marc Dube                                                                   | 2006. április 10.    | 17,16 millió |
| 93.  | 21. | Kutyaszorítóban (Dead Air)           | Sam Hill            | John Haynes                                                                 | 2006. április 24.    | 18,74 millió |
| 94.  | 22. | Nyílt vízen (Open Water)             | Scott Lautanen      | Marc Dube & Ildy Modrovich                                                  | 2006. május 1.       | 19,31 millió |
| 95.  | 23. | Sokkhatás (Shock)                    | Karen Gaviola       | Brian Davidson & Corey Miller                                               | 2006. május 8.       | 19,96 millió |
| 96.  | 24. | Vérengzés (Rampage)                  | Duane Clark         | Ann Donahue & Sunil Nayar                                                   | 2006. május 15.      | 17,50 millió |
| 97.  | 25. | A tégla (One of Our Own)             | Matt Earl Beesley   | Történet: Elizabeth Devine Tévéjáték: Barry O'Brien & Krystal Houghton      | 2006. május 22.      | 19,96 millió |

### 5. évad (2006-2007)
| Sor. | Év. | Cím                                                   | Rendező           | Író                               | Premier              | Nézettség    |
| ---- | --- | ----------------------------------------------------- | ----------------- | --------------------------------- | -------------------- | ------------ |
| 98.  | 1.  | Rio (Rio)                                             | Joe Chappelle     | Sunil Nayar                       | 2006. szeptember 18. | 19,62 millió |
| 99.  | 2.  | Víz alatt (Going Under)                               | Matt Earl Beesley | Marc Dube & John Haynes           | 2006. szeptember 25. | 17,79 millió |
| 100. | 3.  | Haláltotó (Death Pool 100)                            | Sam Hill          | Ann Donahue & Elizabeth Devine    | 2006. október 2.     | 17,90 millió |
| 101. | 4.  | Ha ölni lehetne egy tekintettel (If Looks Could Kill) | Scott Lautanen    | Ildy Modrovich & Barry O'Brien    | 2006. október 9.     | 17,60 millió |
| 102. | 5.  | Kisajátított életek (Death Eminent)                   | Eagle Egilsson    | Corey Miller & Brian Davidson     | 2006. október 16.    | 18,12 millió |
| 103. | 6.  | A koporsó átka (Curse of the Coffin)                  | Joe Chappelle     | Sunil Nayar & Krystal Houghton    | 2006. október 23.    | 17,83 millió |
| 104. | 7.  | Magas oktánszám (High Octane)                         | Sam Hill          | Marc Dube                         | 2006. november 6.    | 16,80 millió |
| 105. | 8.  | Sötétkamra (Darkroom)                                 | Karen Gaviola     | John Haynes                       | 2006. november 13.   | 18,77 millió |
| 106. | 9.  | Először másodszor (Going Going Gone)                  | Matt Earl Beesley | Elizabeth Devine                  | 2006. november 20.   | 18,54 millió |
| 107. | 10. | Aki bújt, aki nem (Come As You Are)                   | Joe Chappelle     | Brian Davidson                    | 2006. november 27.   | 17,13 millió |
| 108. | 11. | Hátbatámadás (Backstabbers)                           | Gina Lamar        | Barry O'Brien                     | 2006. december 11.   | 16,00 millió |
| 109. | 12. | Belső ügyek (Internal Affairs)                        | Scott Lautanen    | Corey Miller                      | 2007. január 8.      | 16,01 millió |
| 110. | 13. | Szédítő forróság (Throwing Heat)                      | Joe Chappelle     | Krystal Houghton                  | 2007. január 22.     | 18,85 millió |
| 111. | 14. | Senki földje (No Man's Land)                          | Scott Lautanen    | Dominic Abeyta                    | 2007. február 5.     | 18,43 millió |
| 112. | 15. | Leterítve (Man Down)                                  | Karen Gaviola     | Ildy Modrovich                    | 2007. február 12.    | 19,90 millió |
| 113. | 16. | Széthullott otthon (Broken Home)                      | Sam Hill          | Barry O'Brien & Krystal Houghton  | 2007. február 19.    | 19,23 millió |
| 114. | 17. | A gyilkos medve (A Grizzly Murder)                    | Eagle Egilsson    | Elizabeth Devine & Brian Davidson | 2007. február 26.    | 17,42 millió |
| 115. | 18. | Tripla élvezet (Triple Threat)                        | Scott Lautanen    | Corey Miller & Sunil Nayar        | 2007. március 19.    | 17,66 millió |
| 116. | 19. | Vérvonal (Bloodline)                                  | Carey Meyer       | John Haynes & Marc Dube           | 2007. április 9.     | 16,11 millió |
| 117. | 20. | Hajsza (Rush)                                         | Sam Hill          | Ildy Modrovich & Krystal Houghton | 2007. április 16.    | 15,36 millió |
| 118. | 21. | Csak gyilkosság (Just Murdered)                       | Eagle Egilsson    | Ty Scott                          | 2007. április 23.    | 17,03 millió |
| 119. | 22. | Gyújtogató (Burned)                                   | Anthony Hemingway | Corey Evett & Matt Partney        | 2007. április 30.    | 17,24 millió |
| 120. | 23. | Gyilkos kapcsolat (Kill Switch)                       | Scott Lautanen    | Corey Miller & Marc Dube          | 2007. május 7.       | 17,18 millió |
| 121. | 24. | Született gyilkos (Born to Kill)                      | Karen Gaviola     | Sunil Nayar & Ann Donahue         | 2007. május 14.      | 16,63 millió |

### 6. évad (2007-2008)
| Sor. | Év. | Cím                                                         | Rendező           | Író                                         | Premier              | Nézettség    |
| ---- | --- | ----------------------------------------------------------- | ----------------- | ------------------------------------------- | -------------------- | ------------ |
| 122. | 1.  | Veszélyes fiú (Dangerous Son)                               | Sam Hill          | Marc Dube & Krystal Houghton                | 2007. szeptember 24. | 15,08 millió |
| 123. | 2.  | Cyber-sztár (Cyber-lebrity)                                 | Matt Earl Beesley | Corey Evett & Matt Partney                  | 2007. október 1.     | 14,72 millió |
| 124. | 3.  | Kifordítva (Inside Out)                                     | Gina Lamar        | Sunil Nayar & John Haynes                   | 2007. október 8.     | 14,45 millió |
| 125. | 4.  | Adósság törlesztve (Bang, Bang, Your Debt)                  | Karen Gaviola     | Brian Davidson & Barry O'Brien              | 2007. október 15.    | 15,59 millió |
| 126. | 5.  | Mélyhűtő (Deep Freeze)                                      | Sam Hill          | Elizabeth Devine                            | 2007. október 22.    | 15,66 millió |
| 127. | 6.  | Napvédő (Sunblock)                                          | Christine Moore   | Corey Miller                                | 2007. október 29.    | 14,85 millió |
| 128. | 7.  | Láncreakció (Chain Reaction)                                | Scott Lautanen    | Brian Davidson & Matt Partney & Corey Evett | 2007. november 5.    | 14,07 millió |
| 129. | 8.  | Örökös vakáció (Permanent Vacation)                         | Eagle Egilsson    | Barry O'Brien & Krystal Houghton            | 2007. november 12.   | 15,46 millió |
| 130. | 9.  | Ne avatkozz bele (Stand Your Ground)                        | Joe Chappelle     | Marc Dube & John Haynes                     | 2007. november 19.   | 15,83 millió |
| 131. | 10. | A dajkám (CSI: My Nanny)                                    | Jonathan Glassner | Corey Miller & Krystal Houghton             | 2007. november 26.   | 15,58 millió |
| 132. | 11. | Gerillák a ködben (Guerillas in the Mist)                   | Carey Meyer       | Barry O'Brien & Brian Davidson              | 2007. december 10.   | 14,11 millió |
| 133. | 12. | A titkos Miami (Miami Confidential)                         | Sam Hill          | Marc Dube                                   | 2007. december 17.   | 14,01 millió |
| 134. | 13. | Caine nevelése (Raising Caine)                              | Gina Lamar        | Sunil Nayar                                 | 2008. január 14.     | 14,80 millió |
| 135. | 14. | Most megölheted a menyasszonyt (You May Now Kill the Bride) | Eagle Egilsson    | Barry O'Brien                               | 2008. március 24.    | 16,06 millió |
| 136. | 15. | Csapda (Ambush)                                             | Sam Hill          | Corey Evett & Matt Partney                  | 2008. március 31.    | 15,65 millió |
| 137. | 16. | Kimerülés (All In)                                          | Joe Chappelle     | Krystal Houghton                            | 2008. április 1.     | 14,23 millió |
| 138. | 17. | Megölni a ragadozót (To Kill a Predator)                    | Matt Earl Beesley | Brian Davidson                              | 2008. április 21.    | 14,38 millió |
| 139. | 18. | Csőlátás (Tunnel Vision)                                    | Karen Gaviola     | Tamara Jaron                                | 2008. április 28.    | 13,88 millió |
| 140. | 19. | Két malomkő között (Rock and a Hard Place)                  | Gina Lamar        | Marc Dube                                   | 2008. május 5.       | 14,11 millió |
| 141. | 20. | Ha minden kötél szakad (Down to the Wire)                   | Eagle Egilsson    | Sunil Nayar                                 | 2008. május 12.      | 13,92 millió |
| 142. | 21. | Ballisztika (Going Ballistic)                               | Sam Hill          | Corey Miller                                | 2008. május 19.      | 16,26 millió |

### 7. évad (2008-2009)
| Sor. | Év. | Cím                                                      | Rendező             | Író                        | Premier              | Nézettség    |
| ---- | --- | -------------------------------------------------------- | ------------------- | -------------------------- | -------------------- | ------------ |
| 143. | 1.  | Feltámadás (Resurrection)                                | Joe Chappelle       | Barry O'Brien              | 2008. szeptember 22. | 17,23 millió |
| 144. | 2.  | Nem tüzelünk újra (Won't Get Fueled Again)               | Matt Earl Beesley   | Corey Evett & Matt Partney | 2008. szeptember 29. | 14,35 millió |
| 145. | 3.  | És milyen érzés ölni? (And How Does That Make You Kill?) | Sam Hill            | Tamara Jaron               | 2008. október 6.     | 13,88 millió |
| 146. | 4.  | Őrjöngő kannibál (Raging Cannibal)                       | Gina Lamar          | Brian Davidson             | 2008. október 13.    | 13,22 millió |
| 147. | 5.  | Bomba (Bombshell)                                        | Eric Mirich         | Marc Dube                  | 2008. október 20.    | 13,51 millió |
| 148. | 6.  | Mentőosztag (Wrecking Crew)                              | Joe Chappelle       | Corey Miller               | 2008. november 3.    | 12,74 millió |
| 149. | 7.  | Csalóka halál (Cheating Death)                           | Sam Hill            | Krystal Houghton           | 2008. november 10.   | 13,82 millió |
| 150. | 8.  | Elveszett baba (Gone Baby Gone)                          | Carey Meyer         | Dominic Abeyta             | 2008. november 17.   | 15,46 millió |
| 151. | 9.  | Az áram útja (Power Trip)                                | Joe Chappelle       | Corey Evett & Matt Partney | 2008. november 24.   | 14,33 millió |
| 152. | 10. | A DeLuca motel (The DeLuca Motel)                        | Gina Lamar          | Sunil Nayar                | 2008. december 8.    | 13,79 millió |
| 153. | 11. | Fordulópont (Tipping Point)                              | Marco Black         | Brian Davidson             | 2008. december 15.   | 14,56 millió |
| 154. | 12. | Vezető eset (Head Case)                                  | Sam Hill            | Tamara Jaron               | 2009. január 12.     | 15,83 millió |
| 155. | 13. | Futottak még (And They're Offed)                         | Matt Earl Beesley   | Barry O'Brien              | 2009. január 19.     | 14,58 millió |
| 156. | 14. | A helyszínelőd füstöt nyelt (Smoke Gets in Your CSI's)   | Joe Chappelle       | Krystal Houghton           | 2009. február 2.     | 16,10 millió |
| 157. | 15. | Vélhetően bűnös (Presumed Guilty)                        | Larry Detwiler      | Corey Miller               | 2009. február 9.     | 13,81 millió |
| 158. | 16. | Vagy megszokik, vagy megszökik (Sink or Swim)            | Sam Hill            | Marc Dube                  | 2009. március 2.     | 13,42 millió |
| 159. | 17. | Válóbuli (Divorce Party)                                 | Karen Gaviola       | Corey Evett & Matt Partney | 2009. március 9.     | 14,22 millió |
| 160. | 18. | A repülés kockázata (Flight Risk)                        | Joe Chappelle       | Sunil Nayar                | 2009. március 16.    | 13,61 millió |
| 161. | 19. | Célpont meghatározva (Target Specific)                   | Sam Hill            | Tamara Jaron               | 2009. március 23.    | 13,67 millió |
| 162. | 20. | Báránybőrbe bújt farkas (Wolfe In Sheep's Clothing)      | Carey Meyer         | Krystal Houghton           | 2009. március 30.    | 13,46 millió |
| 163. | 21. | Vágd darabokra (Chip/Tuck)                               | Allison Liddi-Brown | Brian Davidson             | 2009. április 13.    | 13,39 millió |
| 164. | 22. | Holtodiglan (Dead on Arrival)                            | Gina Lamar          | Corey Miller               | 2009. április 27.    | 12,12 millió |
| 165. | 23. | Járulékos veszteség (Collateral Damage)                  | Sam Hill            | Marc Dube                  | 2009. május 4.       | 13,72 millió |
| 166. | 24. | Elolvadás (Dissolved)                                    | Matt Earl Beesley   | Corey Evett & Matt Partney | 2009. május 11.      | 13,59 millió |
| 167. | 25. | Vörös látomás (Seeing Red)                               | Joe Chappelle       | Barry O'Brien              | 2009. május 18.      | 14,20 millió |

### 8. évad (2009-2010)
| Sor. | Év. | Cím                                                   | Rendező             | Író                              | Premier              | Nézettség    |
| ---- | --- | ----------------------------------------------------- | ------------------- | -------------------------------- | -------------------- | ------------ |
| 168. | 1.  | Időn kívül (Out of Time)                              | Sam Hill            | Tamara Jaron                     | 2009. szeptember 21. | 14,20 millió |
| 169. | 2.  | Ellenséges megszállás (Hostile Takeover)              | Allison Liddi-Brown | Corey Evett & Matt Partney       | 2009. szeptember 28. | 13,96 millió |
| 170. | 3.  | Villámcsapás (Bolt Action)                            | Gina Lamar          | Melissa Scrivner                 | 2009. október 5.     | 13,43 millió |
| 171. | 4.  | Szem előtt (In Plane Sight)                           | Larry Detwiler      | Robert Hornak                    | 2009. október 12.    | 13,27 millió |
| 172. | 5.  | Rossz mag (Bad Seed)                                  | Matt Earl Beesley   | Brian Davidson                   | 2009. október 19.    | 13,16 millió |
| 173. | 6.  | Haver, hol a vőlegényem? (Dude, Where's My Groom?)    | Carey Meyer         | Brett Mahoney                    | 2009. november 2.    | 12,52 millió |
| 174. | 7.  | Bon voyage (Bone Voyage)                              | Sam Hill            | Barry O'Brien                    | 2009. november 9.    | 14,38 millió |
| 175. | 8.  | Ütközési pont (Point of Impact)                       | Eric Mirich         | Krystal Houghton                 | 2009. november 16.   | 13,26 millió |
| 176. | 9.  | Gyilkos pont (Kill Clause)                            | Scott Lautanen      | Jeremy R. Littman                | 2009. november 23.   | 13,22 millió |
| 177. | 10. | Számolj ki (Count Me Out)                             | Marco Black         | Marc Dube                        | 2009. december 7.    | 12,72 millió |
| 178. | 11. | Delko a védelemnél (Delko for the Defense)            | Gina Lamar          | Tamara Jaron                     | 2009. december 14.   | 14,18 millió |
| 179. | 12. | A show vége (Show Stopper)                            | Sam Hill            | Corey Evett & Matt Partney       | 2010. január 11.     | 13,65 millió |
| 180. | 13. | Kard által vész el (Die by the Sword)                 | Matt Earl Beesley   | Melissa Scrivner                 | 2010. január 18.     | 13,16 millió |
| 181. | 14. | A szélben (In the Wind)                               | Allison Liddi-Brown | Brett Mahoney                    | 2010. február 1.     | 13,44 millió |
| 182. | 15. | Miami, van egy kis gondunk (Miami, We Have a Problem) | Sam Hill            | Brian Davidson                   | 2010. február 8.     | 13,46 millió |
| 183. | 16. | L.A. – Los Angeles (L.A.)                             | Rob Zombie          | Barry O'Brien                    | 2010. március 1.     | 12,07 millió |
| 184. | 17. | Leépítés fejszével (Getting Axed)                     | Carey Meyer         | Krystal Houghton                 | 2010. március 8.     | 11,93 millió |
| 185. | 18. | Gyalázat (Dishonor)                                   | Sam Hill            | Marc Dube                        | 2010. március 22.    | 10,80 millió |
| 186. | 19. | Tavaszi tombolás (Spring Breakdown)                   | Larry Detwiler      | Corey Evett & Matt Partney       | 2010. április 12.    | 10,78 millió |
| 187. | 20. | Ellentűz (Backfire)                                   | Don Tardino         | Tamara Jaron & Melissa Scrivner  | 2010. április 19.    | 11,66 millió |
| 188. | 21. | Beolvasztás (Meltdown)                                | Matt Earl Beesley   | K. David Bena & Brian Davidson   | 2010. május 3.       | 9,62 millió  |
| 189. | 22. | Anyu halott (Mommie Deadest)                          | Gina Lamar          | Krystal Houghton & Brett Mahoney | 2010. május 10.      | 11,10 millió |
| 190. | 23. | Időzített bomba (Time Bomb)                           | Sam Hill            | Corey Evett & Matt Partney       | 2010. május 17.      | 10,52 millió |
| 191. | 24. | Feküdj le! (All Fall Down)                            | Joe Chappelle       | Barry O'Brien & Marc Dube        | 2010. május 24.      | 12,39 millió |

### 9. évad (2010-2011)
| Sor. | Év. | Cím                                       | Rendező           | Író                                     | Premier            | Nézettség    |
| ---- | --- | ----------------------------------------- | ----------------- | --------------------------------------- | ------------------ | ------------ |
| 192. | 1.  | Zuhanás (Fallen)                          | Sam Hill          | Tamara Jaron                            | 2010. október 3.   | 11,75 millió |
| 193. | 2.  | Hirtelen halál (Sudden Death)             | Matt Earl Beesley | Corey Evett & Matt Partney              | 2010. október 10.  | 9,48 millió  |
| 194. | 3.  | Ne lásd a gonoszt (See No Evil)           | Gina Lamar        | Krystal Houghton                        | 2010. október 17.  | 10,89 millió |
| 195. | 4.  | Embervadászat (Manhunt)                   | Don Tardino       | Marc Dube                               | 2010. október 24.  | 10,00 millió |
| 196. | 5.  | Kábulat Miamiban (Sleepless in Miami)     | Sam Hill          | Brian Davidson                          | 2010. október 31.  | 9,67 millió  |
| 197. | 6.  | Valódi gyilkosságok (Reality Kills)       | Marco Black       | Melissa Scrivner                        | 2010. november 14. | 10,26 millió |
| 198. | 7.  | Horogra akadva (On the Hook)              | Tim Story         | Scott Landy                             | 2010. november 21. | 10,57 millió |
| 199. | 8.  | Boldog Születésnapot! (Happy Birthday)    | Sam Hill          | Barry O'Brien & Marc Dube               | 2010. december 5.  | 10,66 millió |
| 200. | 9.  | Vércukor (Blood Sugar)                    | Rod Holcomb       | Gregory Bassenian                       | 2010. december 12. | 9,89 millió  |
| 201. | 10. | Pokoli társkereső (Match Made in Hell)    | Eric Mirich       | Brett Mahoney                           | 2011. január 2.    | 10,92 millió |
| 202. | 11. | Szemtől szemben (F-T-F)                   | David Arquette    | Melissa Scrivner & K. David Bena        | 2011. január 9.    | 11,99 millió |
| 203. | 12. | Kigurulás (Wheels Up)                     | Sam Hill          | Corey Evett & Matt Partney              | 2011. január 16.   | 10,91 millió |
| 204. | 13. | Utolsó állomás (Last Stand)               | Matt Earl Beesley | Brian Davidson                          | 2011. február 20.  | 10,47 millió |
| 205. | 14. | Kőhideg (Stoned Cold)                     | Allison Liddi     | Tamara Jaron                            | 2011. február 27.  | 8,24 millió  |
| 206. | 15. | Vérvágy (Blood Lust)                      | Gina Lamar        | Krystal Houghton Ziv                    | 2011. március 6.   | 10,65 millió |
| 207. | 16. | Vadászterület (Hunting Ground)            | Adam Rodriguez    | Adam Rodriguez                          | 2011. március 13.  | 11,85 millió |
| 208. | 17. | Különleges szállítmány (Special Delivery) | Allison Liddi     | Michael McGrale                         | 2011. március 20.  | 10,93 millió |
| 209. | 18. | Hátraarc (About Face)                     | Sam Hill          | Corey Evett & Matt Partney              | 2011. március 27.  | 11,19 millió |
| 210. | 19. | Ketrecben (Caged)                         | Larry Detwiler    | Tamara Jaron & K. David Bena            | 2011. április 10.  | 9,98 millió  |
| 211. | 20. | Fesd feketére! (Paint It Black)           | Gina Lamar        | Krystal Houghton Ziv & Melissa Scrivner | 2011. április 17.  | 9,97 millió  |
| 212. | 21. | Játékszerepek (G.O.)                      | Matt Earl Beesley | Brett Mahoney                           | 2011. május 1.     | 7,65 millió  |
| 213. | 22. | Mayday (Mayday)                           | Sam Hill          | Marc Dube & Barry O'Brien               | 2011. május 8.     | 9,85 millió  |

### 10. évad (2011-2012)
| Sor. | Év. | Cím                                          | Rendező             | Író                                  | Premier              | Nézettség    |
| ---- | --- | -------------------------------------------- | ------------------- | ------------------------------------ | -------------------- | ------------ |
| 214. | 1.  | Ellenintézkedések (Countermeasures)          | Sam Hill            | Marc Dube & Barry O'Brien            | 2011. szeptember 25. | 9,89 millió  |
| 215. | 2.  | Trükkök (Stiff)                              | Gina Lamar          | Doreen J. Blauschild                 | 2011. október 2.     | 10,34 millió |
| 216. | 3.  | Elfújta a szél (Blown Away)                  | Don Tardino         | Brian Davidson                       | 2011. október 9.     | 10,23 millió |
| 217. | 4.  | Bagoly mondja verébnek (Look Who’s Taunting) | Marco Black         | Krystal Houghton                     | 2011. október 16.    | 10,64 millió |
| 218. | 5.  | Gyilkos megbánás (Killer Regrets)            | Sam Hill            | Brett Mahoney                        | 2011. október 23.    | 9,77 millió  |
| 219. | 6.  | A könyv szerint (By the Book)                | Gina Lamar          | Melissa Scrivner                     | 2011. október 30.    | 9,97 millió  |
| 220. | 7.  | A bűnös visz mindent (Sinner Takes All)      | Larry Detwiler      | Michael McGrale & Greg Bassenian     | 2011. november 6.    | 8,67 millió  |
| 221. | 8.  | Halott harangozó (Dead Ringer)               | Sam Hill            | Tamara Jaron                         | 2011. november 13.   | 9,77 millió  |
| 222. | 9.  | Néhány halott ember (A Few Dead Men)         | Don Tardino         | K. David Bena                        | 2011. november 20.   | 9,55 millió  |
| 223. | 10. | Hosszú menet (Long Gone)                     | James Wilcox        | Marc Dube & Barry O'Brien            | 2011. december 4.    | 10,43 millió |
| 224. | 11. | Koronás (Crowned)                            | Gina Lamar          | Brett Mahoney & Krystal Houghton Ziv | 2011. december 11.   | 10,16 millió |
| 225. | 12. | Baráti tűz (Friendly Fire)                   | Sam Hill            | Tamara Jaron & Greg Bassenian        | 2012. január 8.      | 10,46 millió |
| 226. | 13. | Végsebesség (Terminal Velocity)              | Sylvain White       | Robert Hornak & Brian Davidson       | 2012. január 29.     | 10,57 millió |
| 227. | 14. | Utolsó szalmaszál (Last Straw)               | Bill Gierhart       | Melissa Scrivner & Michael McGrale   | 2012. február 19.    | 10,03 millió |
| 228. | 15. | Jótett helyébe (No Good Deed)                | Matt Earl Beesley   | Grace DeVuono                        | 2012. március 4.     | 10,14 millió |
| 229. | 16. | Nyugodj békében (Rest in Pieces)             | Sam Hill            | Marc Dube & Barry O'Brien            | 2012. március 11.    | 10,72 millió |
| 230. | 17. | Veszélyben (At Risk)                         | Adam Rodriguez      | Adam Rodriguez                       | 2012. március 18.    | 8,54 millió  |
| 231. | 18. | Jog és káosz (Law and Disorder)              | Allison Liddi Brown | Michael McGrale & Greg Bassenian     | 2012. március 25.    | 9,29 millió  |
| 232. | 19. | A gyanú árnyékában (Habeas Corpse)           | Sam Hill            | Barry O'Brien & Marc Dube            | 2012. április 8.     | 7,94 millió  |